# All the Greatest Hits (The DVD)
All the Greatest Hits (The DVD) é um DVD da banda britânica McFly, filmado em 27 de setembro de 2007 durante a Greatest Hits Tour 2007, no Wolverhampton Civic Hall. Foi lançado em 3 de dezembro de 2007 e contém um documentário de 10 minutos com making of e todos os videoclipes da banda até The Heart Never Lies. O álbum alcançou a posição #1 no Reino Unido.

## Faixas
1. That Girl
2. Friday Night
3. Obviously
4. Star Girl
5. Broccoli
6. I Wanna Hold You
7. I'll Be OK
8. Transylvania
9. The Heart Never Lies
10. Umbrella
11. All About You
12. Please Please
13. Room on the 3rd Floor
14. Don't Stop Me Now
15. 5 Colours In Her Hair

- The Kids are Alright - documentário de 10 minutos

### Videoclipes
1. 5 Colours In Her Hair
2. Obviously
3. That Girl
4. Room on the 3rd Floor
5. All About You
6. You've Got A Friend
7. I'll Be OK
8. Pinball Wizard
9. I Wanna Hold You
10. Ultraviolet
11. The Ballad of Paul K
12. Please Please
13. Don't Stop Me Now
14. Star Girl
15. Friday Night
16. Sorry's Not Good Enough
17. Transylvania
18. The Heart Never Lies